# Krom Genthof
Het Krom Genthof is een straat in Brugge.

## Beschrijving
In 1291 en 1294 werd deze straat vermeld als Jan Gabriëlstraat, naar een persoon die er woonde of er een eigendom bezat.
In 1395 werd voor het eerst melding gemaakt van de huidige straatbenaming: upten houc van den Crommen Ghenthove. De naam was tamelijk logisch. De straat paalde aan het Genthof en had een gebogen vorm.
Het Krom Genthof loopt in een driehoek of winkelhaak van het Genthof naar het Oosterlingenplein.